# 尼可勒斯菊石
尼可勒斯菊石（學名：Nicklesia）是生存在白堊紀海洋中的一屬菊石。牠們是旋菊石超科演化成帶菊石超科過程中的一群異類，有學者將牠們和其近親獨立成美菊石超科（Pulchelliaceae），也有學者將牠們納入區域菊石超科之下。其化石被發現於摩洛哥、法國及西班牙等地。

## 特徵
尼可勒斯菊石的外觀相當特別，具有扁平的殼形以及非常狹小的臍部，粗大的肋條之間幾乎沒有間隙。